# Dolophilodes crenophilus
Dolophilodes crenophilus är en nattsländeart som beskrevs av Jacquemart och Statzner 1981. Dolophilodes crenophilus ingår i släktet Dolophilodes och familjen stengömmenattsländor. Inga underarter finns listade i Catalogue of Life.